# Dendrobrachia bonsai
Dendrobrachia bonsai is een zachte koraalsoort uit de familie Dendrobrachiidae. De koraalsoort komt uit het geslacht Dendrobrachia. Dendrobrachia bonsai werd in 2010 voor het eerst wetenschappelijk beschreven door Lopez-Gonzales & Cunha. 